# Menhir von Nohra
Der Menhir von Nohra (im Volksmund als Hünstein oder Hunnenstein bezeichnet) ist ein Menhir bei Nohra im Landkreis Nordhausen in Thüringen.

## Lage
Der Stein steht heute etwa 500 m südöstlich von Nohra in Hünstein direkt an einer Kreuzung. Ursprünglich befand er sich weiter südlich auf einem Flurstück namens „Das steinerne Bett“. 400 m hiervon entfernt liegt ein endneolithisch-frühbronzezeitliches Gräberfeld.

## Beschreibung
Der Menhir besteht aus Muschelkalk. Er hat eine Höhe von 140 cm, eine Breite von 120 cm und eine Tiefe von 25 cm. Er ist plattenförmig, verjüngt sich nach oben und läuft in einer abgerundeten Spitze aus. Im mittleren Bereich weist er ein durchgehendes natürliches Loch auf. Er wurde nach 2005 neu eingefasst und ragt seitdem weiter aus dem Boden.

## Der Menhir in regionalen Sagen
Die Bezeichnungen „Hünenstein“ und „Hunnenstein“ gehen auf zwei regionale Sagen zurück. Nach der ersten Sage wurde der Stein von einer Hünenprinzessin, die einen Wettstreit mit einem Riesen austrug, von der Wöbelsburg nach Nohra geworfen. Gemäß der zweiten Sage ist unter dem Stein ein Heerführer der „Hunnen“ (eigentlich ein Magyare) begraben, der 933 in der Schlacht bei Riade erschlagen worden sein soll.